# 薩魯漢勒
薩魯漢勒是土耳其的城鎮，由馬尼薩省負責管轄，位於該國西部，距離首府馬尼薩約19公里，面積839平方公里，海拔高度32米，2011年人口15,364。

## 外部連結
- District governor's official website （页面存档备份，存于） （土耳其文）
- Road map of Saruhanlı and environs （页面存档备份，存于）

38°44′03″N 27°33′57″E / 38.73417°N 27.56583°E